# Selca
Selca ist eine Gemeinde in Kroatien und gehört zur Gespanschaft Split-Dalmatien.
Selca liegt im östlichen Teil der Insel Brač, welche sich südlich der Stadt Split befindet. Das Gemeindegebiet umfasst 53,8 Quadratkilometer. Zur Zeit der Volkszählung im Jahr 2021 hatte die Gemeinde Selca 1613 Einwohner. Die Gemeinde besteht aus 4 Siedlungen: Novo Selo, Povlja, Selca und Sumartin.
Der Tourismus hat für die Wirtschaft der Gemeinde eine große Rolle. Die Lage direkt an der Adria zieht Touristen aller Welt an.

## Persönlichkeiten
- Celestin Bezmalinović (1912–1994), römisch-katholischer Geistlicher, Bischof von Hvar